# Cerro Moreno, Argentina
Cerro Moreno är en kulle i Argentina.   Den ligger i provinsen Misiones, i den nordöstra delen av landet, 900 km norr om huvudstaden Buenos Aires. Toppen på Cerro Moreno är 384 meter över havet, eller 35 meter över den omgivande terrängen. Bredden vid basen är 1,4 km.
Terrängen runt Cerro Moreno är platt. Närmaste större samhälle är Campo Viera, 9,2 km söder om Cerro Moreno.
I omgivningarna runt Cerro Moreno växer i huvudsak städsegrön lövskog. Runt Cerro Moreno är det ganska glesbefolkat, med 45 invånare per kvadratkilometer.